# Оскольские говоры
Оско́льские го́воры — говоры южнорусского наречия, распространённые в восточной части Белгородской области. Являются частью межзональных говоров типа Б южного наречия наряду с елецкими и тульскими говорами, размещёнными в области взаимопересечения изоглосс Курско-Орловской группы говоров и изоглосс юго-западной диалектной зоны I пучка, в наибольшей степени продвинутого на восток — с одной стороны и изоглосс Восточной (Рязанской) группы говоров — с другой. Оскольские говоры не являются целостной группой говоров, так как их территория не выделяется пучком изоглосс и соответственно на ней отсутствуют сочетания ареалов специфических местных диалектных явлений, любые диалектные черты в оскольских говорах отличаются непоследовательным распространением, включая многие черты соседних групп говоров.
Как и другие межзональные говоры типа Б оскольские говоры сформировались в результате междиалектного взаимодействия носителей рязанских и курско-орловских говоров. Особенностью оскольских говоров является их относительно позднее формирование при освоении южнорусским населением лесостепных и степных районов, а также влияние контактов с украинским языком.
Оскольские говоры размещены в южных районах ареала южного наречия, они разделяют все южнорусские диалектные особенности, черты южной и юго-восточной диалектной зон, а также черты, общие для межзональных говоров типа Б южного наречия. Распространение языковых явлений юго-западной диалектной зоны и соседних групп говоров не охватывает всей территории оскольских говоров, часть этих явлений совсем отсутствует. Также оскольские говоры характеризуются рядом общих черт, объединяющих их с елецкими говорами.
Для оскольских говоров характерно небольшое число диалектных явлений, среди которых отмечаются: обоянский тип диссимилятивного яканья; случаи произношения [ô], [у͡о] в соответствии /о/ под восходящим ударением и [ê], [и͡е] в соответствии /ě/; наличие форм винительного падежа единственного числа мáтер’а, мáтер’у при именительном падеже мат’, наличие формы предложного падежа множественного числа в сочетании с предлогом по в значении дательного падежа по дома́х; распространение сложных предлогов по-над, по-за, по-под; наличие вопросительной частицы чи и т. д.

## Вопросы классификации
| Классификация: - Русский язык - Южнорусское наречие - Межзональные говоры типа Б Оскольские говоры на карте говоров южнорусского наречия (При нажатии на изображение территории какой-либо группы говоров будет осуществлён переход на соответствующую статью) |

Территория современных оскольских говоров на первой диалектологической карте русского языка, составленной в 1914 году, находилась в пределах Южномалорусской группы говоров малорусского наречия на границе с Южной и Восточной группами говоров южновеликоруского наречия. В качестве отдельной диалектной единицы в составе диалектов русского языка оскольские говоры были выделены на диалектологической карте 1964 года, на которой вместе с елецкими и тульскими говорами в составе говоров южного наречия оскольские представляют собой переходные говоры от Курско-Орловской группы говоров (в центральной части южнорусского ареала) к Рязанской группе говоров (в восточной части южнорусского ареала).
В области распространения оскольских говоров среди численно преобладающих населённых пунктов с русским населением расположены населённые пункты с украинским населением, несмотря на это авторы диалектологической карты 1914 года отнесли данную территорию к украинскому языку (в терминологии того времени — к малорусскому наречию). При составлении диалектологического атласа русского языка украинские населённые пункты на территории РСФСР на границе с Украиной не картографировались в связи с тем, что в пограничной полосе русского и украинского языков отсутствует взаимопроникновение ареалов языковых явлений (подобных взаимопроникновению ареалов в пограничных говорах русского и белорусского языков), русские и украинские говоры (при наличии некоторых, главным образом лексических, общих черт) отчётливо противопоставлены друг другу по характеру безударного вокализма, употреблению твёрдых—мягких согласных, соответствию гласных новых открытых слогов и т. д. На основании этого на диалектологической карте 1964 года в районе Старого Оскола рассматриваются только говоры, относящиеся к южнорусскому наречию.

## Особенности говоров
Оскольские говоры размещены внутри ареалов южнорусского наречия, южной и юго-восточной диалектной зон, соответственно в их языковую характеристику включены бо́льшая часть южнорусских диалектных черт, а также черты диалектных зон южной локализации, исключая черты ареала II пучка изоглосс юго-западной диалектной зоны. Также в оскольских говорах распространён ряд диалектных черт Курско-Орловской и Рязанской групп говоров, при этом большинство из этих черт не охватывают полностью оскольскую территорию, кроме распространения курско-орловской словоформы свекро́в’йа и рязанского ассимилятивного смягчения [к] после парных мягких согласных, /ч/ и /j/. Помимо этого оскольские говоры характеризуются чертами, общими для всех межзональных говоров типа Б южного наречия и общими с елецкими говорами, а также небольшим числом местных диалектных явлений.

### Южнорусские диалектные черты
Среди диалектных черт южного наречия отмечаются такие основные диалектные черты, как:
1. Аканье (неразличение гласных неверхнего подъёма после твёрдых согласных): д[а]ма́ «дома», к[а]са́ «коса», тр[а]ва́ «трава», м[ъ]локо́ «молоко», м[ъ]лова́т «маловат», го́р[а]д «город», на́д[а] «надо», выд[а]л «выдал» и т. п., в оскольских говорах распространена разновидность аканья сильного (недиссимилятивного) типа[12][13][14]. При сильном аканье гласные /о/ и /а/ совпадают в первом предударном слоге после парных твёрдых согласных в гласном [а] вне зависимости от гласного под ударением: в[а]дá, в[а]ды́, в[а]ди́чка, под в[а]до́й, по в[а]де́ и т. п. Подобный тип аканья распространён также в рязанских и тульских говорах южного наречия, а также в западных и восточных среднерусских акающих говорах. Ему противопоставляется аканье диссимилятивного типа, распространённое в говорах юго-западной диалектной зоны, при котором /о/ и /а/ в первом предударном слоге совпадают в разных гласных ([а] или [ъ]) в зависимости от того, какой гласный находится под ударением[15];
2. Наличие звонкой задненёбной фонемы фрикативного типа /ү/ и её чередование с /х/ в конце слова и слога: но[ү]а́ — но[х] «нога» — «ног», бер’о[ү]у́с’ — бер’о́[х]с’а «берегусь» — «берёгся» и т. п.[16][17][18];
3. Произношение в интервокальном положении /j/, отсутствие ассимиляции и стяжения в возникающих при этом сочетаниях гласных: дêл[аjе]т, зн[аjе]т, ум[е́jе]т, нов[а́jа], нов[у́jу] и т. п.[19][20];
4. Отсутствие ассимиляции по назальности бм > мм: о[бм]а́н, о[бм]е́р’ал и т. п.[21][22][23];
5. Окончание -е в форме родительного падежа единственного числа у существительных женского рода с окончанием -а и твёрдой основой: у жен[е́] «у жены», со стен[е́] «со стены» и т. п.;
6. Различение форм дательного и творительного падежей существительных и прилагательных множественного числа: за но́выми дома́ми, к но́вым дома́м; с пусты́ми в’о́драми, к пусты́м в’о́драм[24];
7. Совпадение безударных окончаний 3-го лица множественного числа глаголов I и II спряжения настоящего времени: дела́й[у]т, пи́ш[у]т — ды́ш[у]т, но́с’[у]т[25];
8. Распространение слов: зе́лени, зеленя́, зе́ль «всходы ржи»; паха́ть[26]; лю́лька (подвешиваемая к потолку колыбель)[3]; коре́ц, ко́рчик в значении «ковш»; дежа́, де́жка «посуда для приготовления теста»[27]; гре́бовать в значении «брезговать»; слова с корнем чап (цап) для обозначения «приспособления для вынимания сковороды из печи»[3] и другие слова и диалектные черты.

### Черты южной диалектной зоны
Оскольские говоры полностью охватываются ареалом южной диалектной зоны, черты которой объединяют оскольские с другими южнорусскими говорами за исключением говоров Тульской группы, которые в ареал южной диалектной зоны не включаются. 

Для южной диалектной зоны характерны следующие языковые черты, выделяемые в два пучка изоглосс:
Языковые черты I пучка изоглосс включают: наличие различных типов или разновидностей яканья, связанных с диссимилятивностью (чисто диссимилятивные, а также переходные — умеренно-диссимилятивные, ассимилятивно-диссимилятивные и диссимилятивно-умеренные), в частности, в рязанских говорах распространён в основном ассимилятивно-диссимилятивный тип яканья; произношение слова молния как моло[н’йа́], моло[дн’а́] и слова высокий с мягким в’ ([ви]со́кой) и другие языковые черты.
Языковые черты II пучка изоглосс включают: произношение слов дыра, дырявый с мягким начальным д’: [ди]ра́, [ди]р’а́вой; распространение окончания -ого у прилагательных и местоимений в форме родительного падежа единственного числа мужского рода: но́вого, мойего́ и т. п.; наличие местоимения 3-го лица женского рода в винительном падеже единственного числа йейе́ и другие языковые черты.

### Черты межзональных говоров
Оскольские говоры разделяют все диалектные особенности, общие для межзональных говоров типа Б южного наречия:
1. Яканье — вокализм первого предударного слога после мягких согласных — умеренного и умеренно-диссимилятивного типа различных разновидностей.
2. Склонение слова мышь по типу существительных мужского рода (в литературном языке слово мышь относится к женскому роду).
3. Распространение глагольных форм 3-го лица без окончания т’[31], наиболее последовательно из которых в межзональных говорах встречаются соответствующие формы единственного числа от глаголов I спряжения: он нес’[о́] «он несёт», он дêла[йо] «он делает», а также безударные формы единственного числа II спряжения: он л’у́б[и] «он любит». В некоторых говорах глаголы 3-го лица без окончания т’ могут встречаться и в форме множественного числа II спряжения: они л’у́б’[а] «они любят», они сид’[а́] «они сидят». Данное явление, характерное для северо-западной диалектной зоны широко распространено в говорах Ладого-Тихвинской, Онежской, Гдовской и Псковской групп), а также за пределами северо-западной зоны в Поморской группе говоров.
4. Распространение личных форм от глаголов варить и валить с гласным о́ под ударением в основе: во́риш «варишь», во́лиш «валишь». Ареал данного явления частично захватывает также Рязанскую группу говоров.
5. Распространение следующих слов: рога́ч «ухват»[32]; заку́та, заку́т, заку́тка «постройка для мелкого скота»; загоро́дка «определённый вид изгороди»; держа́лен, держа́лка «ручка цепа»; цепи́нка, тепи́нка «бьющая часть цепа»; жерёбаная «жерёбая» (о лошади); ко́таная «суягная» (об овце); бруха́ть «бодать» (о корове); комари́ «муравьи» и т. д. Распространение слов рога́ч и бруха́ть связывает ареал межзональных говоров типа Б с рязанскими говорами, а распространение слов заку́та, заку́т, заку́тка, держа́лен, цепи́нка, тепи́нка — с курско-орловскими говорами.

Кроме того существует ряд диалектных черт, общих для елецких и оскольских говоров и неизвестных в говорах Тульской группы. К ним относится ряд черт курско-орловского происхождения, которые распространены преимущественно в западных частях ареалов елецких и оскольских говоров:
1. Произношение сочетания мн в соответствии сочетанию вн (наиболее последовательно в словах давно и равно): да[мн]о́, ра[мн]о́ и т. п.
2. Распространение существительных женского рода с окончанием -а и твёрдой основой, имеющих в формах дательного и предложного падежей безударное окончание -а, а также существительных мужского рода в форме предложного падежа с таким же окончанием: к мáм’[а] «к маме», в хáт’[а] «в хате», в колхо́з’[а] «в колхозе» и т. п.
3. Формы предложного падежа единственного числа с безударным окончанием -у у существительных среднего рода с мягкой основой: в по́л’[у] «в поле», в гн’о́здышк[у] «в гнёздышке» и т. п.
4. Распространение слова козю́ля «змея».

В числе диалектных черт Восточной (Рязанской) группы говоров, общих для елецких и оскольских говоров, отмечаются:
1. Произношение слова деверь с гласным /и/ под ударением в основе: д[и́]вер’.
2. Распространение слов: вилёк, велёк «валёк для выколачивания белья»; ко́чет «петух».

### Местные диалектные черты
В число местных диалектных черт оскольских говоров включаются:
1. Обоянский тип диссимилятивного яканья[33][34][35][36].
2. Случаи произношения [ô], [у͡о] в соответствии /о/ под восходящим ударением и [ê], [и͡е] в соответствии /ě/.
3. Наличие форм винительного падежа единственного числа мáтер’а, мáтер’у при форме именительного падежа мат’.

В оскольских говорах распространён также ряд черт русско-украинского пограничья:
1. Наличие формы предложного падежа множественного числа в сочетании с предлогом по в значении дательного падежа по дома́х.
2. Распространение сложных предлогов по-над, реже по-за, по-под.
3. Наличие порядковых числительных с ударением на первом слоге [шо́]стой, [с’о́]мой. Данное явление входит в языковую характеристику западной диалектной зоны.
4. Распространение вопросительной частицы чи.
5. Распространение слов: бугай «нехолощённый бык»; у́вязь, у́вязень «ремешок, соединяющий части цепа»; рубе́ль «жердь, служащая для скрепления воза с сеном или снопами».